# Le Spluga
Le Spluga (en italien Lo Spluga) est une peinture à l'huile sur toile de 24,50 × 33,50 cm, réalisée par Carlo Bazzi en 1892 et conservée au musée de la Banca Intesa San Paolo de Milan.